# Sommer-OL 2028
|  | Denne artikel indeholder information om en fremtidig sportsbegivenhed Der kan forekomme spekulativ information, og indholdet kan ændres dramatisk når arrangementet nærmer sig og mere information bliver tilgængelig. |

Sommer-OL i 2028 bliver de 34. olympiske lege. Den vil finde sted i juli 2028. Efter ændringer i proceduren var kun Los Angeles kandidat til at blive vært, og 13. september 2017 blev byen officielt tildelt legene.
Til OL i 2028 vil der være 5 nye sportsgrene på programmet. Den Internationale Olympiske Komité har udvalgt cricket, squash, flagfootball, lacrosse og baseball..